# Skjend Hans Lik
Albums de Carpathian Forest
Defending the Throne of Evil
(2003) Fuck You All!!!!
(2006)
Skjend Hans Lik est une compilation du groupe de Black metal norvégien Carpathian Forest. L'album est sorti en 2004 sous le label Season of Mist.
Le titre de l'album est une référence au titre Skjend Hans Lik, qui est sur la liste des titres du précédent album du groupe, Defending the Throne of Evil.
La compilation est composée d'un titre refait, d'un titre joué en live, de deux anciens titres du groupe et de la démo Bloodlust and Perversion ré-enregistrée.

## Liste des morceaux
1. Skjend Hans Lik - 5:20
2. Humiliation Chant - 2:47
3. Spill the Blood of the Lamb - 5:23
4. Martyr / Sacrificulum - 3:43 (live)
5. Through the Black Veil of the Burgo Pass - 4:26
6. Return of the Freezing Winds - 3:42
7. Bloodlust and Perversion - 4:28
8. The Woods of Wallachia - 4:11
9. Wings over the mountain of Sighisoara - 2:19